# TBS土曜朝7時30分の連続ドラマ
TBS系土曜朝7時30の連続ドラマ（ティービーエスけいどようあさしちじわくのれんぞくドラマ）は、CBCテレビ製作のテレビドラマ放送枠である。
編成時間は毎週土曜 7:30 - 8:00 （日本標準時）。

## 作品リスト
- 美少女戦士セーラームーン　(テレビドラマ)（2003年10月4日）
- ウルトラシリーズ